# Aerophobota
Aerophobota o Aerophobetes es un filo de bacterias recientemente propuesto, previamente conocido como filo candidato CD12 o BHI80-139. Los análisis genómicos revelan una amplia distribución en los sedimentos de aguas profundas. El genoma contiene un conjunto completo de genes que codifican el núcleo de las vías metabólicos, incluyendo la glucólisis y la fermentación de piruvato para producir acetil-CoA y acetato. La identificación de genes transportadores transmembrana de azúcares indica además su potencial capacidad de consumir los hidratos de carbono que se conservan en el sedimento. Por lo tanto, estas bacterias probablemente llevan a cabo un metabolismo sacarolítico y fermentativo. Los análisis filogenéticos sugieren que puede estar relacionado con Thermotogota dentro de Thermotogati.